# Impasse Truillot
L'impasse Truillot est une voie située dans le quartier Saint-Ambroise du 11e arrondissement de Paris.

## Situation et accès
L'impasse Truillot est desservie par la ligne 9 à la station Saint-Ambroise.

## Origine du nom

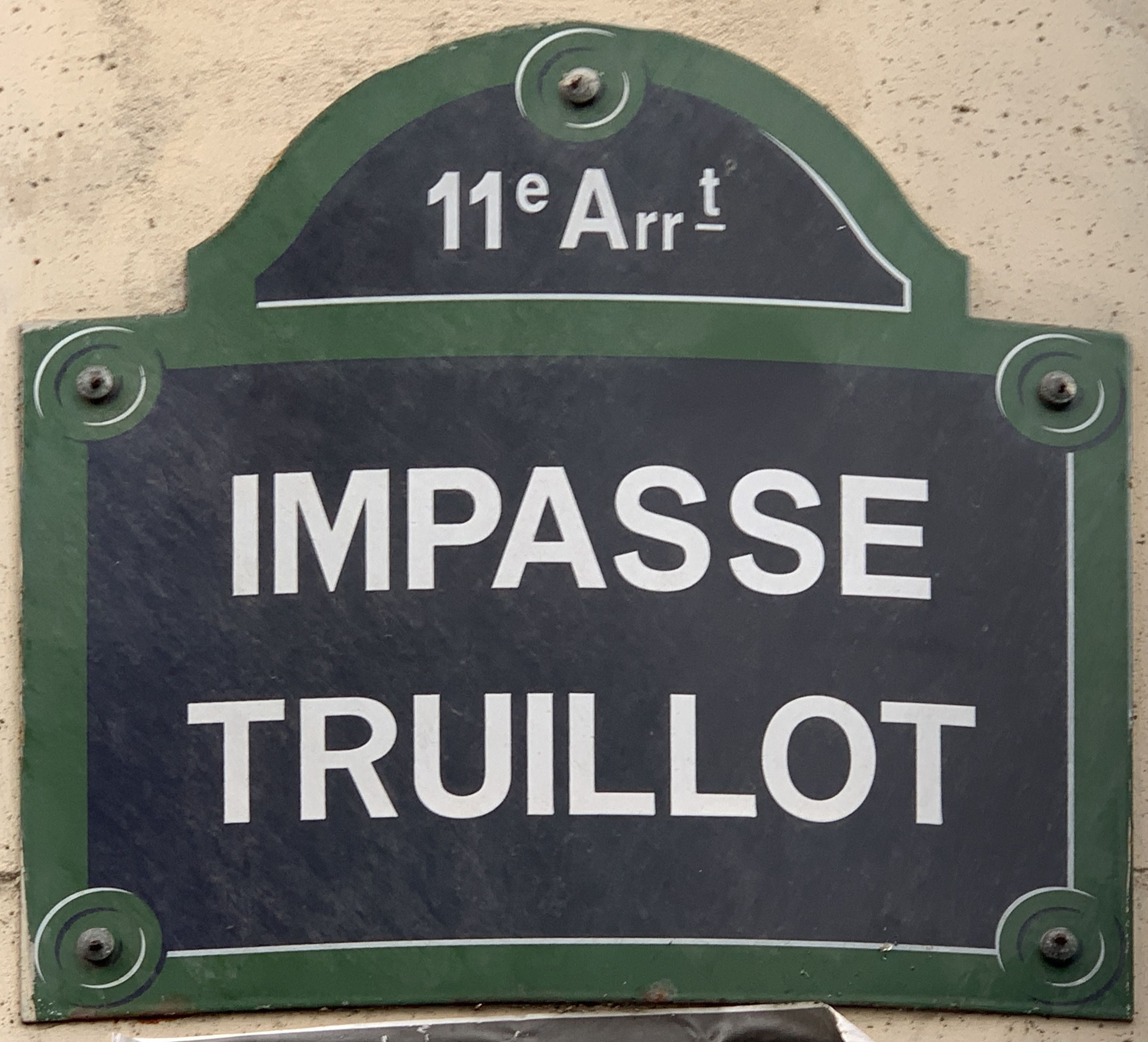
Plaque de l'impasse.

Cette impasse porte le nom du propriétaire des terrains sur lesquels elle fut ouverte. 

## Historique
Cette voie est classée dans la voirie parisienne par arrêté du 5 mai 1970.

## Bâtiments remarquables et lieux de mémoire
- Jardin Truillot